# Julianus Pomerius
Julianus Pomerius († um oder bald nach 500) war ein christlicher Geistlicher, über dessen Leben nur wenig bekannt ist. Wahrscheinlich floh er vor den Vandalen aus Nordafrika (Marokko, Mauretanien) nach Gallien, wo er Ende des 5. Jahrhunderts als Priester und Rhetoriklehrer in Arles tätig war.

## Werk
Julianus Pomerius war der Lehrer von Caesarius von Arles, dem späteren Bischof von Arles. Von seinen Schriften ist nur De vita contemplativa in drei Büchern erhalten, ein geistlicher Führer für Kleriker und Laien, der um 500 entstand. Die Vita contemplativa gilt als erster Traktat christlicher Spiritualität. Darin preist Julianus die Askese. In den Büchern 2 und 3 behandelt er auch die praktische Tugendlehre (Vita activa). Er ist von Johannes Cassianus und Augustinus von Hippo beeinflusst. Er selbst sah sich als Schüler von Augustinus. 
Das Werk ist an einen Bischof namens Julianus als Auftraggeber gerichtet, der bisher nicht identifiziert werden konnte. Wie beliebt De vita contemplativa war, zeigt sich daran, dass es in mehr als 90 Handschriften überliefert ist. Ab 1486 folgten zahlreiche Drucke. Teilweise wurde das Werk fälschlich Prosper Tiro von Aquitanien zugeschrieben. Mit seinen Ausführungen zum Kirchengut beeinflusste Julianus Pomerius die Lehre späterer Konzilien.
Überliefert sind außerdem Briefe des Gallorömers Ruricius an Pomerius. Ruricius war Bischof von Limoges und starb zwischen 507 und 510. Weitere Schriften des Julianus Pomerius sind nur aus Auszügen bekannt, die sich bei Pseudo-Gennadius und bei Isidor von Sevilla finden.

## Schriften
- Lateinische Ausgabe in der Patrologia Latina, Bd. 59, Sp. 411–520 (Digitalisat).
- La Vie contemplative. Paris 1995 (französische Übersetzung mit einer Einführung von Pierre Riché).
- The contemplative life. Catholic University of America Washington, Westminster 1947 (englische Übersetzung und Kommentar von Mary Josephine Suelzer).
- Über das kontemplative Leben = De vita contemplativa. Übersetzt von Jörg Thurn unter Mitarbeit von Claudia Barthold, Einleitung zu Leben und Werk von P. Daniel Bartels, Vorwort von Michael Fiedrowicz. Carthusianus-Verlag, Fohren-Linden 2023, ISBN 978-3-941862-33-3.

Eine ältere deutsche Übersetzung ist die von Johann Georg Pfister: Der heilige Prosper über das beschauliche Leben (Würzburg 1826).